# Mullerup (Gudbjerg Sogn)
 For alternative betydninger, se Mullerup. (Se også artikler, som begynder med Mullerup)
Mullerup er en gammel hovedgård,som nævnes første gang i 1474. Gården ligger på Sydøstfyn i Gudbjerg Sogn, Gudme Herred, Svendborg Kommune. Hovedbygningen er opført i 1884-1887.
Stokkebæk Å giver vand til voldgrav og park.
Mullerup Gods er på 635,5 hektar

## Ejere af Mullerup
- (1474-1477) Claus Eriksen Bjørn
- (1477-1500) Palle Andersen Ulfeldt
- (1500-1530) Christopher Pallesen Ulfeldt
- (1530-1535) Peder Lykke
- (1535-1540) Kirsten Pedersdatter Høg gift Lykke
- (1540-1548) Jørgen Pedersen Lykke
- (1548-1570) Johan Friis
- (1570-1571) Henrik Friis
- (1571-1575) Elisabeth Henriksdatter Friis gift Huitfeldt
- (1575-1583) Jacob Huitfeldt
- (1583-1602) Øllegaard Jacobsdatter Huitfeldt gift Gyldenstierne
- (1602-1632) Knud Axelsen Gyldenstierne
- (1632-1636) Knud Axelsen Gyldenstiernes dødsbo
- (1636-1657) Mogens Sehestedt
- (1657-1681) Niels Mogensen Sehestedt
- (1681-1683) Niels Mogensen Sehestedts dødsbo
- (1683-1700) Christen Laursen Krarup
- (1700-1702) Anders Jørgensen Skeel
- (1702-1743) Sophie Amalie Vind gift Skeel
- (1743-1764) Holger Andersen Skeel
- (1764-1766) Regitze Sophie Güldencrone gift Skeel
- (1766-1798) Frederik Christian Holgersen Skeel
- (1798) Cathrine Skeel
- (1798-1815) Slægten Skeel
- (1815-1851) Gebhard greve von Moltke-Huitfeldt
- (1851-1876) Adam Gottlob greve von Moltke-Huitfeldt
- (1876-1882) Gebhard Léon greve von Moltke-Huitfeldt
- (1882-1916) Christian Ditlev Ammentorp Hansen
- (1916-1930) Agnes Mathilde von Hedemann gift Ammentorp Hansen
- (1930-1958) Einar Ammentorp-Hansen
- (1958-1980) Erling Ammentorp-Hansen-Bernhoft
- (1980-) Ulrik Ammentorp-Hansen-Bernhoft

|  | Denne artikel om en bygning eller et bygningsværk kan blive bedre, hvis der indsættes et (bedre) billede. Du kan hjælpe ved at afsøge Wikimedia Commons for et passende billede eller lægge et op på Wikimedia Commons med en af de tilladte licenser og indsætte det i artiklen. |

55°10′12″N 10°37′57″Ø / 55.17000°N 10.63250°Ø